# Bruchidius pallidulus
Bruchidius pallidulus là một loài bọ cánh cứng trong họ Bruchidae. Loài này được Reitter miêu tả khoa học năm 1895.